# 鴨子ケ原
鴨子ケ原（かもこがはら）は、兵庫県神戸市東灘区の町名の一つで、昭和51年（1976年）に阪急神戸線以北の旧・住吉村域（住吉地区；現・住吉台除く）と旧・御影町域（御影地区）とを住居表示実施した際に、旧住吉村域西部付近に誕生した。元は住吉鴨子ケ原町と住吉町赤塚山・御影町西平野の各一部。昭和55年（1980年）には渦森台の一部が編入されている。平成17年国勢調査（2005年10月1日現在）における世帯数は1,458、人口3,639で内男性1,662人・女性1,977人。1丁目から3丁目まであり、南部に1丁目、北東部に2丁目、北西部に3丁目が位置し、山手の高級住宅地という側面もある。特に2丁目の住宅地は風致地区特有の街区を形成しており神戸市随一の邸宅が建ち並ぶ。

## 地理
北から北東にかけては渦森台と、北東から南東にかけては住吉山手と、南東から西にかけては御影山手と、北西側は灘区土山町と、それぞれ隣接している。

街区は1～3丁目まであり、ほぼ全てが旧・住吉村域の所属だが、学区ベースでは、小学校は1丁目と3丁目32番が御影北小学校の、同じく中学校は2丁目1番を除く全域が御影中学校の、それぞれ校区となっている（なお、この地域以外の旧・住吉村域については、基本的には神戸市立住吉小学校・神戸市立住吉中学校の校区である）。

### 地価
住宅地の地価は、2018年（平成30年）1月1日の公示地価によれば、鴨子ケ原1-8-22の地点で22万3000円/m2、2021年4月の鴨子ケ原2丁目中心の坪単価は70万円、実際の売買価格は75万〜80万円／坪である。

## 由来
鴨子ケ原の地名の由来について、『住吉村誌』では村上将監の説を引いて、出雲系の加茂氏が居住していたからとしている。『神戸の町名』では『和名抄』中で同様とみられる郷名として伯耆国久米郡大鴨・小鴨・鴨部、播磨国賀茂郡上鴨、備前国津高郡賀茂、讃岐国寒川郡鴨部、伊予国越智郡鴨部、土佐国土佐郡鴨部を挙げている。

## 施設

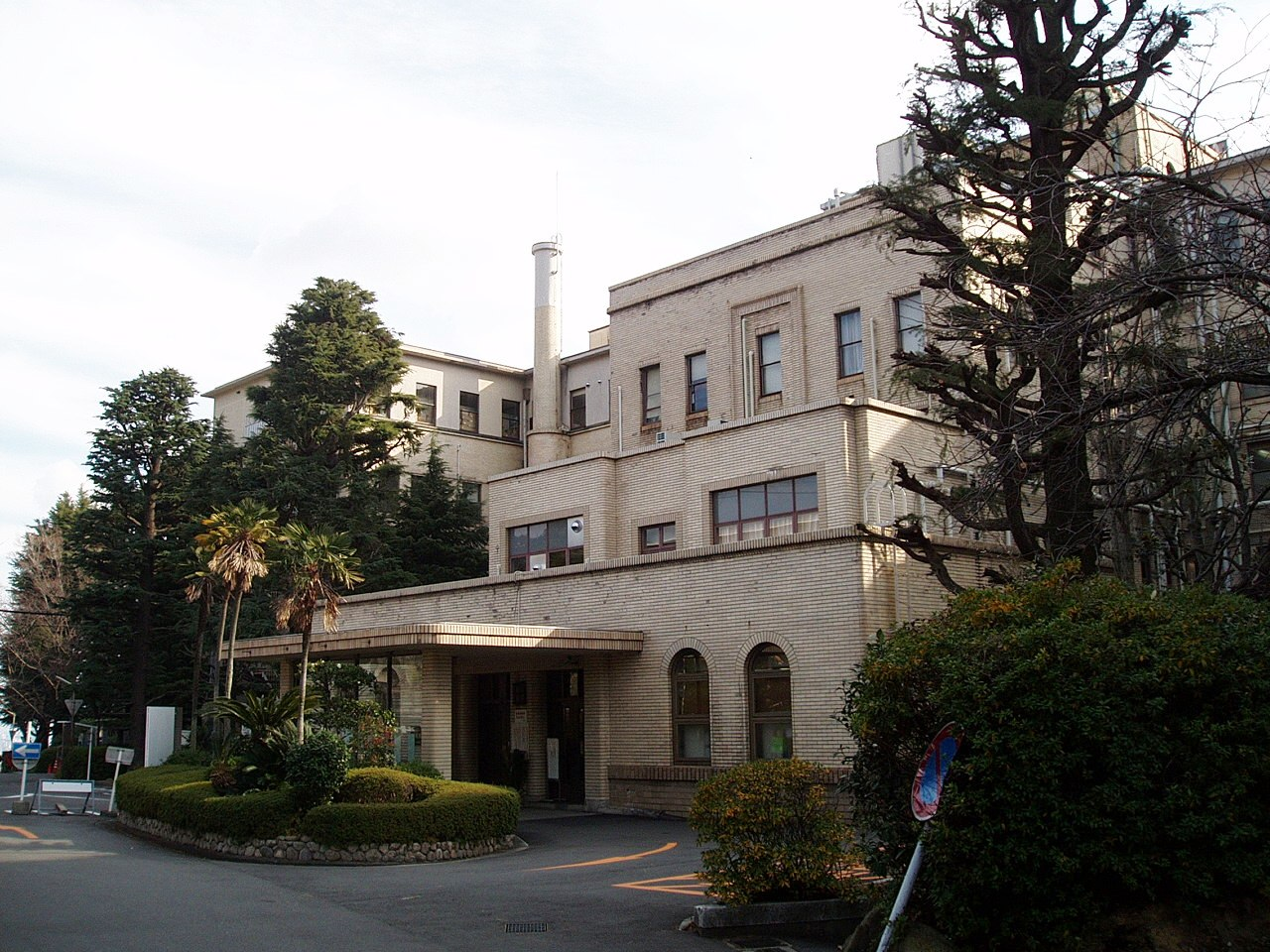
旧甲南病院正面玄関

- 甲南医療センター（甲南病院）（一丁目）
- インドネシア領事館邸(三丁目）
- 茅渟の浦幼稚園（三丁目）

## 出身・ゆかりのある人物
- 右近和作（実業家、資産家） - 日本海上火災保険相談役。福井県人で、鴨子ケ原に居住した。
- 嘉納治郎右衞門 − 菊正宗代表取締役
- 鳥井道夫 − サントリー元副会長
- 弘世現 − 日本生命元会長